# Décès en 920
Décès
- 916
- 917
- 918
- 919
- 920
- 921
- 922
- 923
- 924

Cette page dresse une liste de personnalités mortes au cours de l'année 920 :
- Sigard de Hainaut, comte de Hainaut.
- Harumichi no Tsuraki, poète japonais du milieu de l'époque de Heian.
- Yahya ben Idris ben Umar, sultan idrisside sous le nom de Yahya IV

## Crédit d'auteurs
- Cet article est partiellement ou en totalité issu de l'article intitulé « 920 » (voir la liste des auteurs).